# Land Lars Ersson
Land Lars Ersson, född 1827, död 1912, var en svensk tonsättare och hemmansägare i Leksands socken. Han finns representerad i Den svenska psalmboken 1986 med kompositionen till Nikolaj Frederik Severin Grundtvigs text At sige Verden ret Farvel (nr 622 i Den svenska psalmboken 1986).

## Psalmer
- Att säga världen helt farväl (nr 622 1986), tonsatt före 1912.